# Måske
Måske är en sjö i Arjeplogs kommun i Lappland och ingår i Piteälvens huvudavrinningsområde. Sjön har en area på 0,184 kvadratkilometer och ligger 626,1 meter över havet. Måske ligger i Ståkke-Bårgå fjällurskog Natura 2000-område.

## Delavrinningsområde
Måske ingår i det delavrinningsområde (735505-161281) som SMHI kallar för Inloppet i Båldakatj. Medelhöjden är 520 meter över havet och ytan är 18,63 kvadratkilometer. Räknas de 23 avrinningsområdena uppströms in blir den ackumulerade arean 282,19 kvadratkilometer. Mattaureälven som avvattnar avrinningsområdet har biflödesordning 2, vilket innebär att vattnet flödar genom totalt 2 vattendrag innan det når havet efter 198 kilometer. Avrinningsområdet består mestadels av skog (83 procent). Avrinningsområdet har 1,09 kvadratkilometer vattenytor vilket ger det en sjöprocent på 5,8 procent.